# Conothele malayana
Conothele malayana là một loài nhện trong họ Ctenizidae.
Loài này thuộc chi Conothele. Conothele malayana được miêu tả năm 1859 bởi Carl Ludwig Doleschall.